# Grignon Szent Lajos
Grignon Szent Lajos (Montforti Grignon Szent Lajos), (Montfort-sur-Meu, (Bretagne), 1673. január 31. – Saint-Laurent-sur-Sèvre (Vendée), 1716. április 28.) francia katolikus pap, hithirdető szónok.

## Élete
Apja kispénzű jegyző volt, akinek húsz évi házassága alatt 18 gyermeke született. Lajos második gyermeke volt, de a legidősebb az életben maradt testvérek közül, mivel bátyja öt hónaposan meghalt. Apjától örökölte annak heves vérmérsékletét, ezért már egészen kis korától gyakorolta az önuralmat.
Húszévesen, a középiskola befejezése után indult el Párizsba, hogy teológiát tanuljon. Útközben egy koldusnak odaadta kabátját, egy másiknak a pénzét, egy harmadikkal pedig ruhát cserélt, majd térden állva megfogadta, hogy életében nem kíván birtokolni semmit, és egészen a gondviselésre hagyatkozik.
A szakadt, istállószagú fiút ezek után nem fogadták be a Sorbonne-on, hanem egy kisebb papneveldébe irányították. Ez a közösség mentes volt a janzenizmus és a gallikanizmus eretnekségeitől, ezért Lajos ezt a tiszta közeget isteni jutalomnak tekintette.
Elöljáróinak engedélyével szeminarista társaiból elkezdte szervezni a „Jézus rabszolgái Máriában” társulatot. Kiváló beszédkészsége ellenére zárkózott és hallgatag volt, mivel a világi társaságban képtelen volt feltalálni magát.
Rendkívül szigorú időbeosztással naponta négy órát imádkozott, kettőt olvasott, kettőt(!) aludt, a többit tanulással töltötte. Engedelmességét és önmegtagadó, áhítatos lelkületét rendszeresen félreértették, szavait félremagyarázták, ezért többször is megrótták nyilvánosan – a büntetéseket sértődés nélkül, „Áldott legyen az Isten!” felkiáltással fogadta.
1700. június 5-én, 27 éves korában szentelték pappá. Mindenképpen „máriás pap” akart lenni, fő célja a papokból álló Mária Társasága missziós rend létrehozása volt. A domonkos harmadrend tagja lett; tanításainak középpontjába a keresztre feszített Jézus alakját és a rózsafüzért állította.
„A rózsafüzér a legbiztosabb és leghatékonyabb eszköz nagy kegyelmek elnyerésére. Semmiféle nagy dolgot sem valósíthat meg az ember, ha nincs mögötte támogató imaháttér!” – vallotta, és betegek egy kis csoportját gyűjtötte maga köré, hogy imáikat és szenvedéseiket felajánlva esdekeljék ki Isten kegyelmeit a földre. Ők voltak a Bölcsesség Leányai, akik vezetője egy vak asszony lett. Az eladó sorban levő lányoknak megalapította a Szűzek Társulatát, külön lelkigyakorlatokat tartott nekik.
„Tökéletes Mária-tisztelet” című munkája híven tükrözi, hogy a reformáció terjedésének korában Mária palástja alá akarta összegyűjteni a hívő népeket, hogy megóvja őket a tévtanításoktól. Rendkívül sikeres hitszónok volt, akinek lelkigyakorlataira tömegek tódultak – Lajos szerint azért, mert önmegtagadásában kiimádkozta a kegyelmek áradását. Sikereivel sok ellenséget szerzett magának, az egyházban mind többen nézték féltékenyen népszerűségét: a janzenisták és a reformátusok egyaránt megpróbálták munkáját ellehetetleníteni.
Évekig egy kórház lelkipásztoraként dolgozott, de elbocsátották, és évekig megalázó szegénységben nyomorgott egy fagyos, lépcső alatti odúban, ahol a bencés nővérek látták el élelemmel. Műveit lerombolták, lelkigyakorlatait betiltották – sőt, később már azt is, hogy misét celebrálhasson. Hatalmas, lejárató rágalomkampányt indítottak ellene. Mindez nem keserítette el, sőt szíve telve volt örömmel, mert a máriás lélekkel felajánlott szenvedést mérhetetlen értéknek tartotta.
Felkereste az Avranches-i egyházmegye püspökét, hogy felajánlja neki szolgálatait, ám az egyházmegyéjében mindenféle papi tevékenységtől eltiltotta; ezután Lajos hamarosan meghalt. A Mária Társaságát sem sikerült létrehoznia: mai követői a montforti atyák.

## Tisztelete
1888-ban avatták boldoggá, 1947-ben szentté (XII. Piusz pápa).
A 20. században a „Tökéletes Mária-tisztelet” lett a Mária Légió katolikus világi mozgalom ideológiai alapja.

## Magyarul megjelent művei
- Szűz Mária titka; ford. Csávossy Elemér; "A Szív", Bp., 1926 (Korda könyvek)
- A tökéletes Mária-tisztelet; előszó, imák Csávossy Elemér; Szalézi Művek, Rákospalota, 1939
- Szentolvasó; átdolg., ford. Fenyvessy Jeromos; Stephaneum Ny., Bp., 1944
- Mária által Jézushoz. Montforti Grignon Szent Lajos műveiből; Bazilika Alapítvány, Bp., 1996
- Mária titka. Jézus szeretete Máriában; bev. Bakos Rafael, levél II. János Pál pápa, ford. Kisdi Klára, Kereszty Ágnes, Sziráki Erzsébet Mária; Nyolc Boldogság Katolikus Közösség, Homokkomárom, 2007
- Értekezés a Szent Szűz igazi tiszteletéről. Felkészülés Jézus Krisztus országára; ford. Fehér Tilda; Agapé, Novi Sad, 2009 (Metanoeite)
- Értekezés a Szent Szűz igazi tiszteletéről. Felkészülés Jézus Krisztus országára; ford. Fehér Tilda; Agapé, Szeged, 2009 (Metanoiete)